# Carex amplectens
Espèce
Classification phylogénétique
Carex amplectens est une espèce de plantes du genre Carex et de la famille des Cyperaceae.